# 宮崎悦男
宮崎 悦男（みやざき えつお、1966年11月11日 - ）は、日本の政治家。新潟県小千谷市長（1期）。新潟県議会議員（3期）、小千谷市議会議員（1期）を務めた。

## 来歴
新潟県小千谷市の農家の家に生まれる。日本工学院専門学校卒業後、1995年に美術品販売会社を設立し、社長に就任する。
2004年に発生した新潟県中越地震の後は復興プロジェクトに携わり、その縁から周囲に市議選への立候補を求められ、2007年の小千谷市議会議員選挙でトップ当選を果たす。2011年には新潟県議会議員選挙に立候補し当選。その後2015年、2019年と連続当選する。
2022年8月17日、同年11月の小千谷市長選挙への立候補を表明。宮崎は現職の大塚昇一市長から後継指名を受けており、大塚市政を継承する意向を示した。市長選では宮崎と前小千谷市議の田中淳がいずれも所属していた自由民主党を離党し無所属で立候補する保守分裂選挙となり、社民党員で前小千谷市議の佐藤隆一も立候補した。11月13日の投開票の結果、公明党の推薦を受けた宮崎が田中らを大差で破り初当選した。
※当日有権者数：28,839人 最終投票率：62.51%（前回比：-8.51pts）
| 候補者名 | 年齢 | 所属党派 | 新旧別 | 得票数   | 得票率 | 推薦・支持 |
| -------- | ---- | -------- | ------ | -------- | ------ | ---------- |
| 宮崎悦男 | 56   | 無所属   | 新     | 12,105票 | 67.8%  | 公明党     |
| 田中淳   | 63   | 無所属   | 新     | 4,659票  | 26.1%  |            |
| 佐藤隆一 | 70   | 無所属   | 新     | 1,091票  | 6.1%   |            |

## 人物
新潟5区裏金問題を巡る対応
- 自民党衆議院議員の泉田裕彦が星野伊佐夫県議から裏金を要求されたと公表した問題を巡っては、2021年12月に自民党長岡支部が泉田の新潟5区支部長解任を要求。これに対し、宮崎が支部長を務める小千谷支部は12月15日、星野が問題の責任を取り長岡支部長を辞任することを前提に、長岡支部が求める泉田の支部長解任に同意する要望書を県連に提出した。宮崎は「（泉田の）解任だけ賛成することで問題を先延ばしにしてはいけない。政治離れが加速していくのが我慢ならず、誰かが口火を切らねばと思った」と述べた一方、泉田については日頃の地元での政治活動の乏しさや衆院選後の言動などに問題があるとし、「信頼関係の修復は難しい」として解任に同意するとした[6][7]。同20日に星野は自民党に離党届を提出し、宮崎はこれについて「党を思っているからこその英断だ」と述べた[8]。